# Berta (dcera Karla Velikého)
Berta (asi 780? – po 11. březnu 824?) byla franská princezna, dcera římského císaře Karla Velikého a jeho druhé manželky Hildegardy.

## Život
Vyrůstala se svými sourozenci na královském dvoře Karla Velikého, kde se získala vzdělání od soukromých učitelů.
Nabídka Offy Mercijského k sňatku Berty s jeho synem Ecgfrithem v roce 790 vedla Karla Velikého k přerušení diplomatických vztahů s Mercií a zakázu vplouvání anglických lodí do jeho přístavů pod správou Karla Velikého. Stejně jako její sestry se Berta oficiálně nikdy neprovdala. Spekulovalo se, že Karel Veliký nechtěl, aby se jeho dcery vdávaly ze strategických důvodů, protože se obával politické rivality jejich potenciálních manželů.
Berta měla dlouhý vztah s dvorským úředníkem Angilbertem. V letech 794 a 795 Angilbert představil svou báseň formou dvorní zábavy, v níž opěvoval krásu a půvab dcer panovníka. Berta byla oceňována za svou upřímnou kritiku a pochopení pro poezii, což Angilberta vedlo k obavám, jak Berta jeho báseň přijme.
Berta měla s Angilbertem tři děti. Syny Hartnida, Nitharda a dceru, kterou chtěla provdat za hraběte Helgauda II. z Ponthieu. Když Angilbert ukončil s Bertou poměr, odešla do kláštera Saint-Riquier, kde se podle Nitharda stala abatyší. Angilbert zůstal důležitým rádcem na dvoře Karla Velikého. Jejich děti, stejně jako Berta, byly vychovány u královského dvora. Nithard byl významným vojákem, politikem a působil jako rádce krále a císaře Karla Holého.
Po smrti Karla Velikého jeho nástupce a syn Ludvík Pobožný poslal své sestry do klášterů.